# Passage Saint-Vivant
Passage Saint-Vivant är en passage i Quartier de Bercy i Paris tolfte arrondissement. Passagen är uppkallad efter armagnacsorten Saint-Vivant. Passage Saint-Vivant börjar vid Rue des Pirogues-de-Bercy 25 och slutar vid Rue François-Truffaut 22.

## Bilder
| - Gatuskylt. - Cour Saint-Émilion. - Notre-Dame-de-la-Nativité de Bercy. - Parc de Bercy. |

## Omgivningar
- Notre-Dame-de-la-Nativité de Bercy
- Parc de Bercy
- Cour du Ponant
- Cour Saint-Émilion
- Passage Saint-Émilion
- Passage de l'Yonne
- Rue des Pirogues-de-Bercy

## Kommunikationer
- Tunnelbana – linje  – Cour Saint-Émilion
- Busshållplats Terroirs de France – Paris bussnät

### Webbkällor
- ”Passage Saint-Vivant”. Mairie de Paris. https://web.archive.org/web/20160303170824/http://www.v2asp.paris.fr/commun/v2asp/v2/nomenclature_voies/Voieactu/9005.nom.htm. Läst 6 oktober 2023.
- ”Passage Saint-Vivant (12ème arrondissement)”. Les rues de Paris. https://web.archive.org/web/20190927005203/http://www.parisrues.com/rues12/paris-12-passage-saint-vivant.html. Läst 6 oktober 2023.